# Niko Hämäläinen
Niko Hämäläinen, właściwie Nicholas Antero Hämäläinen (ur. 5 marca 1997 w West Palm Beach) – fiński piłkarz urodzony w Stanach Zjednoczonych występujący na pozycji obrońcy, zawodnik HJK. Od 2019 reprezentant Finlandii.

## Życiorys

### Kariera klubowa
Wychowanek FC Florida i FC Dallas. 18 września 2014 podpisał kontrakt z angielskim klubem Queens Park Rangers F.C. z EFL Championship. W Championship zadebiutował 1 października 2016 na stadionie Craven Cottage (Londyn, Wielka Brytania) w wygranym 2:1 meczu przeciwko Fulham F.C., zmieniając w 81 minucie Joela Lyncha. 6 sierpnia 2015 Hämäläinen został wypożyczony do Dagenham & Redbridge F.C. z EFL League Two, umowa do dnia 5 września 2015, we wrześniu jego umowa została przedłużona na kolejny miesiąc. 25 lutego 2019 Hämäläinen został wypożyczony do Los Angeles FC z Major League Soccer. W MLS zadebiutował 24 marca 2019 na stadionie Banc of California Stadium (Los Angeles, Stany Zjednoczone) w wygranym 2:1 meczu przeciwko Real Salt Lake, wchodząc w 81 minucie za Jordana Harveya.
20 sierpnia 2019 Hämäläinen został wypożyczony do szkockiego klubu Kilmarnock F.C. z Scottish Premiership, koniec wypożyczenia nastąpił 31 maja 2020.

### Kariera reprezentacyjna
Reprezentował Finlandię w kategoriach U-18, U-19 i U-21.
W seniorskiej reprezentacji Finlandii zadebiutował 11 stycznia 2019 na stadionie Chalifa (Doha, Katar) w przegranym 1:2 meczu towarzyskim przeciwko Estonii.